# If I Could Turn Back Time
"If I Could Turn Back Time" är en sång skriven av Diane Warren som släpptes den 1 juni 1989 som andra nordamerikanska och första europeiska singel från Heart of Stone, det 20:e albumet av Cher. Efter en mindre comeback med låten "I Found Someone" 1987 blev "If I Could Turn Back Time" en stor framgång, och den nådde placering #1 i Australien och Norge, #3 i USA och #6 i Storbritannien. Framgången gjorde att Cher fick sin andra raka etta på listan Billboard Adult Contemporary. Förutom att toppa i Australien och Norge blev den en tio-i-topphit i nästan tio länder.
I avsnittet 3-07 (först sänt den 16 november 2000) av Will & Grace, möter Jack Cher på ett café och misstar henne för att vara en dragqueen. Hon sjunger då ur "If I Could Turn Back Time" för att få honom att förstå att hon är den riktiga Cher.
I Dansbandskampen 2009 framfördes låten av Titanix.

## Musikvideo
Videon utspelar sig ombord på örlogsfartyget USS Missouri, där Cher sjunger för en grupp sjömän. Videon filmades då fartyget låg i hamn vid den dåvarande Long Beach Naval Shipyard, på pir D.

## Format och låtlistor
If I Could Turn Back Time, USA-promo-CD-singel
1. If I Could Turn Back Time (Remix)
2. If I Could Turn Back Time (Original Mix)
3. If I Could Turn Back Time (Rock Mix)
4. If I Could Turn Back Time (AC Mix)

If I Could Turn Back Time, europeisk CD-singel
1. If I Could Turn Back Time (rockgitarrversion)
2. If I Could Turn Back Time
3. I Found Someone

## Listplaceringar
| Lista (1989)                               | Topplacering |
| ------------------------------------------ | ------------ |
| US Billboard Hot 100                       | 3            |
| US Billboard Hot 100 Singles Sales         | 2            |
| US Billboard Hot Adult Contemporary Tracks | 1            |
| Australiska ARIA-singellistan              | 1            |
| Österrikiska singellistan                  | 14           |
| Belgiska singellistan                      | 6            |
| Kanadensiska singellistan                  | 7            |
| Nederländska topp-40-singellistan          | 6            |
| Västtyska singellistan                     | 16           |
| Republiken Irlands singellista             | 6            |
| Italienska singellistan                    | 15           |
| Norska singellistan                        | 1            |
| Polska singellistan                        | 3            |
| Svenska singellistan                       | 11           |
| Svenska spellistan                         | 11           |
| Brittiska singellistan                     | 6            |
| Förenade världslistan                      | 1            |
| Försäljning världen över                   | 4 milj.      |